# Nevicke
Nevicke (ukránul: Невицьке [Nyevicke]) falu Ukrajnában, Kárpátalján, az Ungvári járásban. 

## Fekvése
Nevicke Ungvártól 12 km-re fekszik északkeleti irányban, az Ung-folyó partján.

## Történelem
Nevicke a korai vaskor óta lakott vidék. Erre utalnak az ásatások során talált i. e. 9-8. századból való kardok és ékszerek. Közelében négy kurgánból álló temetkezési helyet tártak fel, amelyek még az időszámításunk előtti 6-4. évszázadból származnak. Az egyikben hamvasztásos urnasírt találtak.
Történelme összefonódott a nevickei vár történetével. A Nevicke fölött emelkedő várat már 1272-ben említették, mint bevehetetlen erődítményt. A falu sorsa a későbbiekben is a vár sorsával osztozott. A 14. században Aba Amadéé volt, majd a Drugeth család birtoka lett a Nevickei várral együtt.
A 18. század végén Vályi András így ír róla: „NYEVICZKE. Orosz falu Ungvár Várm. földes Ura az Ungvári Püspökség, az előtt erősségje is vala, lakosai külömbfélék, fekszik Ung vize partyán, F. és A. Domonyához nem meszsze, hegyek alatt, határja meg lehetős termésű.”
Fényes Elek 1851-ben kiadott geográfiai szótárában így ír a faluról: „Nyeviczke, orosz falu, Ungh vmegyében, ut. p. Ungvárhoz egy mfnyire; 11 rom., 488 g. kath., 17 zsidó lak. Gör. kath. paroch. templom. Régi várának most csak omladékait mutatja. F. u. a kamara.”
A trianoni béke előtt Ung vármegye Ungvári járásához tartozott. Az első világháborút követően a községet a mesterségesen létrehozott Csehszlovákiához csatolták, majd 1938-tól ismét Magyarországhoz tartozott 1944 őszéig, amikor a szovjet csapatok megszállták.
Ennek következtében 1945-ben az Ukrán Szovjet Szocialista Köztársaság, s ezzel együtt a Szovjetunió részévé vált. 1991 óta a független Ukrajna része.

## Népesség
1910-ben 767 lakosából 57 magyar, 9 német, 696 ruszin volt; ebből 20 római katolikus, 722 görögkatolikus, 16 izraelita volt.
| 2001 | 1 028 |

A népesség anyanyelv szerinti megoszlása a teljes népesség %-ában (2001)

## Közlekedés
A települést érinti a Csap–Ungvár–Szambir–Lviv-vasútvonal.